# Ihr Auftritt, Al Mundy
Ihr Auftritt, Al Mundy (Originaltitel: It Takes a Thief) ist eine US-amerikanische Fernsehserie mit Robert Wagner als Agenten im Dienste eines fiktiven US-amerikanischen Geheimdienstes.
Wie der Zuschauer schon jedes Mal im Vorspann hört, erlebt Al Mundy im Gegensatz zu anderen fiktiven Geheimagenten vergleichsweise gewaltfreie Abenteuer. Schließlich ist er kein Killer, sondern ein Auftragsdieb. Gleich zu Anfang der Serie wird anhand eines listigen Ausbruchsversuchs des inhaftierten Helden demonstriert, dass Al Mundy zum Erreichen seiner Ziele auf Tricks und Verkleidungen setzt. Entsprechend lehnt er es auch ab, eine Waffe zu tragen. Als Grund für diese Weigerung verweist er auf seine „Berufsehre“ als Dieb. Seine Aufträge bestehen darin, Dinge möglichst unauffällig zu requirieren, vor Diebstahl durch andere zu schützen oder auch Austäusche rückgängig zu machen. Wird er angegriffen, verteidigt er sich notfalls auch mit Gewalt, aber Gewalt ist für ihn nie Bestandteil seines Jobs als Agent.

## Eigenheiten
Durch die Kombination Agent/Dieb wurde ein Held erschaffen, der sich sowohl von James Bond und seinen zahllosen Epigonen als auch von anderen fiktiven Dieben wie Arsène Lupin und Simon Templar unterscheidet. Al Mundy zeigt oft menschliche Anteilnahme für die Menschen, denen er im Rahmen seiner Aufträge begegnet. Das Stehlen betreibt er als eine gewinnorientierte Tätigkeit, die er von seinem Vater und Großvater übernommen hat. Wenn sein Vater dann tatsächlich in der Serie auftaucht, verleiht das der Serie ein episches Attribut und nimmt bereits Elemente aus Sidney Lumets Film Family Business von 1989 vorweg.

## Gaststars
In der ersten Folge spielt Senta Berger seine Aufpasserin. Von diesem Pilotfilm existieren zwei auffällig unterschiedliche Fassungen, in denen die Handlung und damit auch ihre Szenen unterschiedlich sind. Zum Ende der Episode muss Al Mundy die überall in seiner Wohnung angebrachten Kameras überlisten, um ihr unbesehen näher zu kommen. Der Bewacher, den er dabei austrickst, wird von Leslie Nielsen gespielt. In der zweiten Staffel hat es Al Mundy mit dem hünenhaften Richard Kiel (Folge 26: Zwei Alte Freunde im Ring) zu tun, der hier mehr Dialog als bei seinen Auftritten als Gegenspieler von James Bond hat. Ebenfalls einen Gastauftritt hatten Stefanie Powers (Staffel 3, Folge 60: Feuerzauber) und Lionel Stander (Staffel 3, Folge 51: Die Wahlkampagne), mit denen Robert Wagner später auch in der Fernsehserie Hart aber herzlich die Hauptrollen spielte. In weiteren Rollen sind Ida Lupino, Peter Sellers und George Takei zu sehen.

## Synchronisation
Die deutsche Synchronfassung entstand bei der Deutsche Synchron Filmgesellschaft mbH & Co. Karlheinz Brunnemann Produktions KG, Berlin. Sie wurde als erstes von 1969 bis 1970 im ZDF ausgestrahlt, jedoch unvollständig. Die Dialogbücher schrieben Reinhold Brandes und Karlheinz Brunnemann, der auch Regie führte. Von 1989 bis 1991 wurde die Arbeit von Michael Richter bei der gleichen Firma weitergeführt, nachdem die Serie nach RTLplus gewechselt war.
| Rolle         | Schauspieler   | Synchronsprecher (ZDF)  | Synchronsprecher (RTLplus)              |
| ------------- | -------------- | ----------------------- | --------------------------------------- |
| Al Mundy      | Robert Wagner  | Rainer Brandt           | Joachim Kerzel                          |
| Noah Bain     | Malachi Throne | Friedrich W. Bauschulte | Klaus Jepsen                            |
| Wallie Powers | Edward Binns   | Jürgen Thormann         | Friedrich G. Beckhaus Karl-Ulrich Meves |
| Alister Mundy | Fred Astaire   | Gerhard Martienzen      | Friedrich Schönfelder                   |

## DVD-Veröffentlichung
Im Juli 2010 ist in Deutschland die komplette erste Staffel in zwei Teilen als Staffel 1.1 und Staffel 1.2 auf DVD erschienen. Im November 2010 folgte zudem der erste Teil der zweiten Staffel als Staffel 2.1. Diese sind bei Polyband/WVG erschienen. Seit März 2017 ist die Serie erstmals in Deutschland als Komplettbox mit allen drei Staffeln auf DVD erhältlich. Herausgeber ist das Unternehmen Fernsehjuwelen GmbH mit Sitz in Walluf.

## Auszeichnungen
Der Kameramann Ralph Woolsey wurde 1968 für seine Arbeit an der Episode A Thief is a Thief is a Thief in der Kategorie Outstanding Achievement in Cinematography mit dem Emmy ausgezeichnet.
Hauptdarsteller Robert Wagner wurde im Jahre 1970 für seine Rolle sowohl für den Emmy wie auch einen Golden Globe nominiert, konnte jedoch keinen der Preise gewinnen.